# Allochthonius ishikawai shiragatakiensis
Allochthonius ishikawai shiragatakiensis es una subespecie de arácnido  del orden Pseudoscorpionida de la familia Chthoniidae.

## Distribución geográfica
Se encuentra en Japón.